# Ойген фон Саксония-Хилдбургхаузен
Фридрих Вилхелм Ойген фон Саксония-Хилдбургхаузен (на немски: Friedrich Wilhelm Eugen von Sachsen-Hildburghausen; * 8 октомври 1730 в Хилдбургхаузен; † 4 декември 1795 в Йоринген) от рода на Ернестинските Ветини е принц от Саксония-Хилдбургхаузен.
Той е по-малкият син на херцог Ернст Фридрих II фон Саксония-Хилдбургхаузен (1707 – 1745) и съпругата му графиня Каролина фон Ербах-Фюрстенау (1700 – 1758), дъщеря на граф Филип Карл фон фон Ербах и Михелщат (1677 – 1736). По-големият му брат е херцог Ернст Фридрих III фон Саксония-Хилдбургхаузен (1727 – 1780).
Ойген още млад отива на холандска служба и става там оберстлейтенант и хауптман на гардата. През 1753 г. той отива на датска кралска служба, става полковник и напуска войската като генерал-лейтенант.
Ойген се жени на 13 март 1778 г. в Йоринген за племенницата си принцеса Христиана София Каролина фон Саксония-Хилдбургхаузен (* 3 декември 1761 в Хилдбургхаузен; † 10 януари 1790 в Йоринген), дъщеря на брат му херцог Ернст Фридрих III фон Саксония-Хилдбургхаузен (1727 – 1780) и третата му съпруга Ернестина Августа София фон Саксония-Ваймар-Айзенах (1740 – 1786). Те нямат деца. През 1770 г. двамата се местят при зет му Лудвиг Фридрих Карл I фон Хоенлое в Йоринген.
Той умира през 1795 г., пет години след съпругата си, при сестра си Амалия фон Саксония-Хилдбургхаузен в дворец Йоринген.